# Nyári Szilvia
Nyári Szilvia (leánykori nevén Kovács Szilvia; Budapest, 1973. október 19. –) Jászai Mari-díjas magyar színésznő.

## Életpályája
Szülei 1968-ban házasodtak össze. A gimnázium harmadik osztályában kezdett el énektanárhoz járni. 1997-ben felvételt nyert a Színház- és Filmművészeti Főiskola musical szakára, Szirtes Tamás osztályába. Harmadéves korában szerepelt a Csiky Gergely Színház Sweeney Todd című musicaljében, negyedévesen pedig a János vitézben. 2001-ben diplomázott le, ezután a Csiky Gergely Színházhoz szerződött Kaposvárra. 2023-tól a színház művészeti tanácsának tagja.
Játszik a Csiky Gergely Színházban, a Madách Színházban és tagja a Kaposvári Roxínház társulatának.

## Magánélete
Férje Nyári Oszkár színművész.

## Szerepei
A Színházi adattárban regisztrált bemutatóinak száma: 39.

### Fontosabb színházi szerepei
- Fame (Carmen Jones) – Thália Színház 1996)
- Sweeney Todd (Johanna) – Csiky Gergely Színház, Kaposvár (1999)
- János vitéz (Iluska) – Csiky Gergely Színház, Kaposvár (2000)
- Egy kis éji zene (Desirée) – Ódry Színpad, Kaposvár (2001)
- Evita (Eva) – Szegedi Nemzeti Színház (Szabadtéri)(2001)
- Elisabeth (Elisabeth) – Miskolci Nemzeti Színház (2001)
- Störr Kapitány (Ms. Borrton) – Csiky Gergely Színház, Kaposvár (2001)
- Nyaralás (Vittoria, Leonardo húga) – Csiky Gergely Színház, Kaposvár (2003)
- Macskák (Grizabella) – Madách Színház (2003)
- Anna Karenina (Anna Karenina) – Madách Színház (2003)
- Candide (Paquette, cselédlány) – Csiky Gergely Színház, Kaposvár (2003)
- A Noszty fiú esete Tóth Marival (Velkovics Rozália) – Kaposvári Csiky Gergely Színház (2003)
- Chicago (June, Lengyel lány ) – Madách Színház (2003)
- Diótörő (Marika) – Kaposvári Csiky Gergely Színház (2003)
- Fahim (Andi, Cidi barátnője) – Csiky Gergely Színház, Kaposvár (2004)
- Te édes, de jó vagy, légy más! (….) – Madách Színház (2004)
- Lili bárónő (Clarisse, Lili) – Csiky Gergely Színház, Kaposvár (2004)
- Vesztegzár a Grand Hotelben (Odett) – Csiky Gergely Színház, Kaposvár (2005)
- Csókos asszony (Rica-Maca) – Csiky Gergely Színház, Kaposvár (2005)
- Danton halála (Adelaide) – Csiky Gergely Színház, Kaposvár (2005)
- Volt egyszer egy csapat (Christine) – Madách Színház (2005)
- Hagymácska (Cseresznyécske) – Csiky Gergely Színház, Kaposvár (2006)
- Marica grófnő (Erdődy Haller Marica, grófnő) – Csiky Gergely Színház, Kaposvár (2006)
- A 3 testőr (Constance) – Kongresszusi Központ (2006)
- Palacsintás király (Derelyéné) – Csiky Gregely Színház, Kaposvár (2007)
- A hülyéje (Lucienne Vatelin) – Csiky Gergely Színház, Kaposvár (2007)
- Olivér! (Mrs Corney, a dologház igazgatónője) – Csiky Gergely Színház, Kaposvár (2008)
- Anconai szerelmesek (Dorina) – Csiky Gergely Színház, Kaposvár (2008)
- A cigánybáró (Mirabella) -Csiky Gergely Színház, Kaposvár (2009)
- A padlás (Kölyök) -Csiky Gergely Színház, Kaposvár (2009)
- Anconai szerelmesek (Drusilla) – Csiky Gergely Színház, Kaposvár (2010)
- Erzsébet (Latkóczi Ida) – Csiky Gergely Színház, Kaposvár (2010)
- A tiszta méz (Feleség/első nő) – Csiky Gergely Színház, Kaposvár (2011)
- La Mancha lovagja (Aldonza, Dulcinea del Toboso) – Csiky Gergely Színház, Kaposvár (2011)
- A helység kalapácsa (Márta) – Csiky Gergely Színház, Kaposvár (2012)
- Szép Heléna (Orestész) – Csiky Gergely Színház, Kaposvár (2012)
- Othello Gyulaházán (Sass Olga) – Csiky Gergely Színház, Kaposvár (2012)
- Adáshiba (Saci) – Csiky Gergely Színház, Kaposvár (2013)
- Hyppolit, a lakáj (Julcsa) – Csiky Gergely Színház, Kaposvár (2013)
- A király beszéde (Elizabeth) – Csiky Gergely Színház, Kaposvár (2013)
- Bányavakság (Iringó) – Csiky Gergely Színház, Kaposvár (2014)
- Magyar Elektra (Kar tagja) – Csiky Gergely Színház, Kaposvár (2014)
- Bál a Savoyban (Madeline) – Csiky Gergely Színház, Kaposvár (2015)
- Augusztus Oklahomában (Karen Weston) – Csiky Gergely Színház (2015)
- Vörös és fekete (Louise) – Csiky Gergely Színház (2015)
- Jézus Krisztus Szupersztár (Mária Magdolna) – Csiky Gergely Színház (2015)
- Luxemburg grófja (Angèle Didier) – Csiky Gergely Színház (2016)
- Szerelem (Lujza) – Csiky Gergely Színház (2016)
- Babett hazudik  (Babett anyja) – Csiky Gergely Színház (2016)
- Müller táncosai (Kass Edit) – Csiky Gergely Színház (2017)

### Tévészerepei
- Barátok közt (Sipos Maya -2005, 2007)
- Jóban rosszban (Bezerédi Szabina – 2016)
- Egynyári kaland (Szilvia – 2019)

### Szinkronhang
- 40 nap 40 éjszaka
- Herkules (Megara magyar énekhangja)

## Díjai, elismerései
- IX. Assitej Biennálé (2018)  Keleti István-díj (legjobb alakítás) Babett anyja szerepének alakításáért Németh Ákos Babett hazudik c. drámájában
- Komor-gyűrű (Csiky Gergely Színház társulati díj, 2006)
- A közönségszavazás alapján 2010/2011. legjobb színésznője (Csiky Gergely Színház)
- A közönségszavazás alapján 2012/2012. legjobb színésznője (Csiky Gergely Színház)
- Domján Edit-díj (2014)
- Jászai Mari-díj (2025)[3]